# سوزان هاوسون
سوزان هاوسون (بالإنجليزية: Susan Howson)‏ هي رياضياتية بريطانية، ولدت في 1973.